# Phiravich Attachitsataporn
Phiravich Attachitsataporn (tiếng Thái: พีรวิชญ์ อรรถชิตสถาพร, phiên âm: Phi-ra-vít Át-tha-chít-sa-tha-pon, sinh ngày 5 tháng 3 năm 1998) còn có nghệ danh là Mean (มีน), là một diễn viên và người mẫu người Thái Lan trực thuộc Channel 3. Anh được biết đến qua vai diễn Tin Medthanan trong series Love by Chance (Tình cờ yêu).

## Sự nghiệp
Vào năm 2015 MEAN bắt đầu sự nghiệp diễn xuất với vai khách mời trong series boylove Thái Lan "Love sick: the series 2"  (một chương trình tìm kiếm tài năng do Channel 9 sản xuất).
Vào năm 2016 MEAN đã tiếp tục với vai diễn Tonson trong series "I Love The Fat Guy 2" và "Make It Right: the series" trong vai Champ.
MEAN đã nổi tiếng với vai Tin Medthanan trong series Boylove Thái Lan "Love by Chance" (2018) được phát sóng trên LINE TV và GMM 25 vào ngày 3 tháng 8 năm 2018. Vào tháng 11 MEAN được công bố đóng vai một sĩ quan cảnh sát trong movie "Blood Valentine" của Mono29. Vào ngày 29 tháng 7 bộ phim  anh đóng vai Quentin sẽ được phát hành.

## Đĩa nhạc
| Năm  | Ca khúc | Tên tiếng Anh | Ghi chú            |
| ---- | ------- | ------------- | ------------------ |
| 2019 | เพิ่งได้รู้  | Just know     | Kissboys TH single |
| 2019 | ดีต่อใจ   | Good to heart | Kissboys TH single |

## Danh sách phim

### Phim điện ảnh
| Năm  | Tên                   | Vai diễn    | Ghi chú   | Nguồn       |
| ---- | --------------------- | ----------- | --------- | ----------- |
| 2015 | Water Boyy: The Movie | Bạn học     | Khách mời |             |
| 2019 | Blood Valentine       | Sun         |           | [ 2 ]       |
| 2020 | Pee Nak 2             | Do min-jun  |           | [ 3 ]       |
| 2020 | Von                   | Bew         |           | [ 4 ] [ 5 ] |
| 2022 | Pee Nak 3             | Do min-jun  |           |             |
| 2024 | Ngôi đền kỳ quái 4    | Do Min Joon | vai chính |             |

### Phim truyền hình
| Năm  | Tên                            | Vai diễn | Đài           | Ghi chú              |
| ---- | ------------------------------ | -------- | ------------- | -------------------- |
| 2015 | Love Sick: The Series Season 2 | Học sinh | Channel 9     | Khách mời (tập 4,10) |
| 2016 | I Love The Fat Guy 2           | Tonson   | NOW26         |                      |
| 2016 | Make It Right: The Series      | Champ    | Channel 9     |                      |
| 2017 | Krang nan mai leum             | Porsche  | Channel 3 SD  | [ 6 ]                |
| 2017 | Kammathep Jum Laeng            |          | Channel 3     | Khách mời            |
| 2018 | Love by Chance The Series      | Tin      | GMM 25        |                      |
| 2018 | Beauty Boy: The Series         |          | Channel 3     | Khách mời            |
| 2019 | REMINDERS                      | Two      | Line TV       |                      |
| 2019 | Touchdown kiss                 | Quentin  | Mono 29       | [ 7 ]                |
| 2019 | Make It Live: On The Beach     | Champ    | LINE TV       | Khách mời (Ep 6)     |
| 2019 | TharnType: The Series          | Tin      | ONE 31        | Khách mời            |
| 2019 | Until We Meet Again            | Alex     | LINE TV       |                      |
| 2020 | My Bubble Tea                  | Light    | ViuTV, ONE 31 | [ 8 ]                |
| 2020 | Hook                           | Saifah   | GMM 25        | [ 9 ]                |
| 2020 | Love By Chance 2               | Tin      | We tv         | [ 10 ]               |
| 2020 | Saneha StoriesSS3              | Fuse     | Ais Play      | [ 11 ]               |
| 2020 | Win 21 Ded Jai Tur             | Phira    | LINE TV       | Khách mời (Ep 14)    |
| 2020 | The Graduates                  | Ohm      | LINE TV       | [ 13 ]               |
| 2021 | Petchakard Jun Jao             | Phop     | Channel 3     | [ 14 ]               |
| 2021 | The Yearbook                   | Sarut    | LINE TV       |                      |

### Video ca nhạc
| Năm  | Ca khúc               | Tên tiếng Anh                         | Ca sĩ                    |
| ---- | --------------------- | ------------------------------------- | ------------------------ |
| 2015 | ไม่อยากสนิทกับความเหงา   | Don't want to be close to loneliness. | Praew Kanitkul           |
| 2016 | จูบปาก                 | Kiss                                  | Fellow Fellow            |
| 2018 | ไม่ว่าอะไร              | Wish this love                        | Dew Arunpong             |
| 2018 | หวัง                   | Hope                                  | Rose Sirintip            |
| 2018 | ขอ                    | Wish                                  | Boy Sompob               |
| 2018 | กระแสน้ำตา             | Tears                                 | Kunlamas Limpawutwaranon |
| 2019 | ใครมีแฟนออกจากแก๊งเราไป | BYE                                   | Hi-U                     |

### Stage play
| Năm  | Tiêu đề                   | Vai trò | Địa điểm                                                                                  | Ngày                    |
| ---- | ------------------------- | ------- | ----------------------------------------------------------------------------------------- | ----------------------- |
| 2019 | Who is the real murderer? | Phum    | Art Center @Thailand. Prof. Dr.Saroj Buasri Innovation Building, đại học Srinakharinwirot | Ngày 8 tháng 6 năm 2019 |

### Lưu diễn
- Kissboys TH The Final Concert[18] (ngày 8 tháng 9 năm 2019)
- Channel 3 Super Fan Live!: SUPERNOVA Universe Explosion Concert  [19]

### Chương trình thực tế
| Năm  | Tiêu đề           | Thể loại            | Kênh                     | Phát sóng                                          |
| ---- | ----------------- | ------------------- | ------------------------ | -------------------------------------------------- |
| 2019 | Kissboys Thailand | Truyền hình thực tế | 9 MCOT HD FB Kissboys TH | ngày 13 tháng 7 năm 2019 – ngày 7 tháng 9 năm 2019 |

## Giải thưởng và đề cử
| Năm  | Giải thưởng              | Thể loại                      | Đề cử | Kết quả   | Tham khảo |
| ---- | ------------------------ | ----------------------------- | ----- | --------- | --------- |
| 2021 | 17th Kom Chad Luek Award | Diễn viên phụ xuất sắc (phim) | Von   | Đoạt giải | [ 21 ]    |